# Krasnystaw

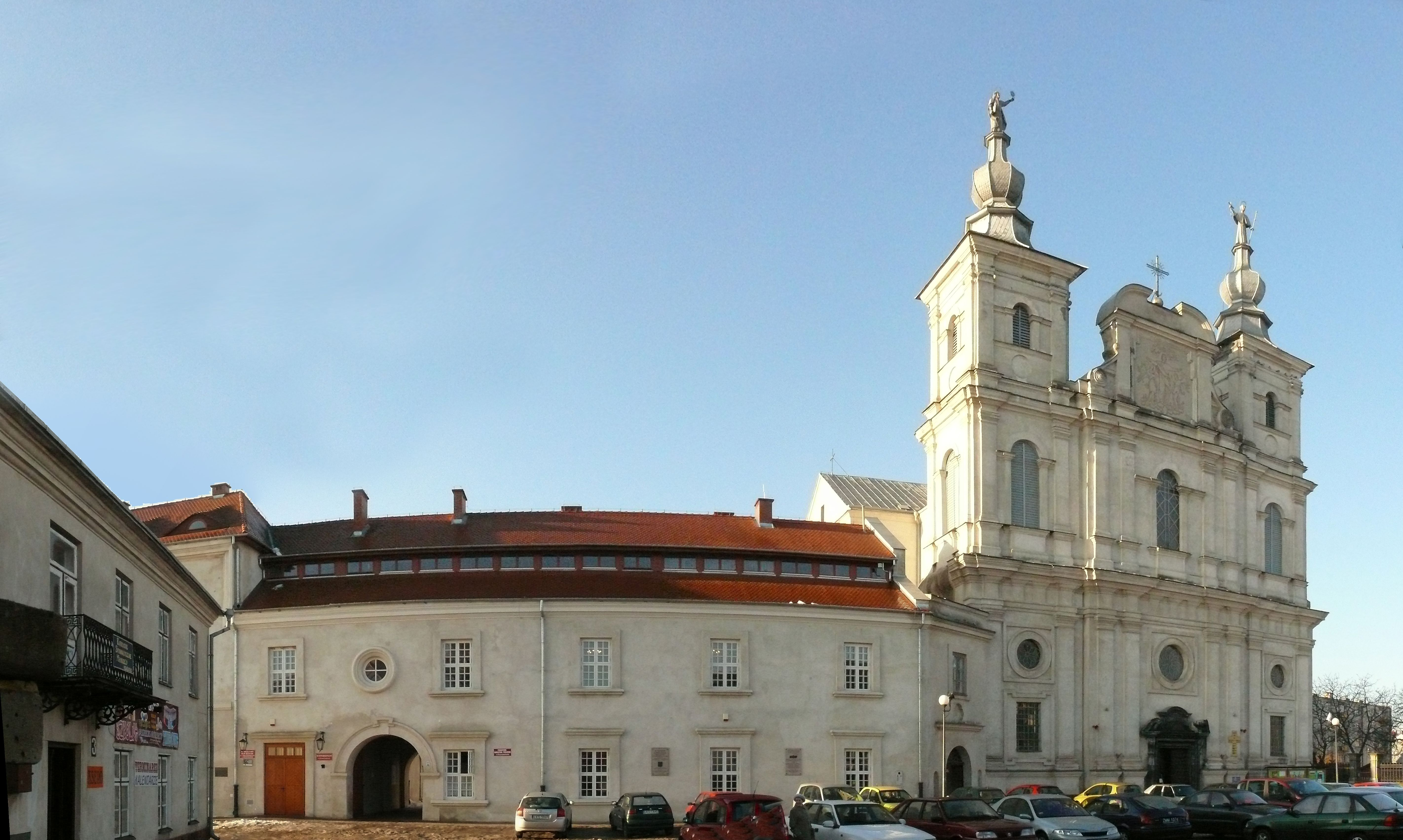
Kyrka i Krasnystaw.

Krasnystaw ([krasˈnɨstaf]; ukrainska: Красностав, Krasnostav) är en stad i östra Polen. Krasnystaw ligger i Lublins vojvodskap. Staden hade 18 980 invånare (2016). Staden är känd för sin öl-festival kallad Chmielaki.
Före andra världskriget hade Krasnystaw cirka 8 000 judiska invånare. Den fattiga delen av Krasnystaw kallad Grobla fungerade som getto. Det som idag är skola nr5 fungerade som deportationscentral för de judar som med tåg fördes till Belzec för att mördas.
Death metal-bandet Coffins kommer från Krasnystaw.